# بطولة أوروبا لكرة الطائرة للرجال 1985
بطولة أوروبا لكرة الطائرة للرجال 1985 هو الموسم 14 من  بطولة أمم أوروبا للكرة الطائرة للرجال. أشرف على تنظيمه الاتحاد الأوروبي للكرة الطائرة، وكان عدد الأندية المشاركة فيه  12.